# Poggius
Poggius is een geslacht van kevers uit de familie  
kniptorren (Elateridae).
Het geslacht is voor het eerst wetenschappelijk beschreven in 2001 door Platia & Gudenzi.

## Soorten
Het geslacht omvat de volgende soorten:
- Poggius barriesi Platia & Gudenzi, 2001
- Poggius indosinensis Platia & Gudenzi, 2001
- Poggius minutus Platia & Gudenzi, 2001
- Poggius quadrimaculatus (Candèze, 1878)